# Batopin

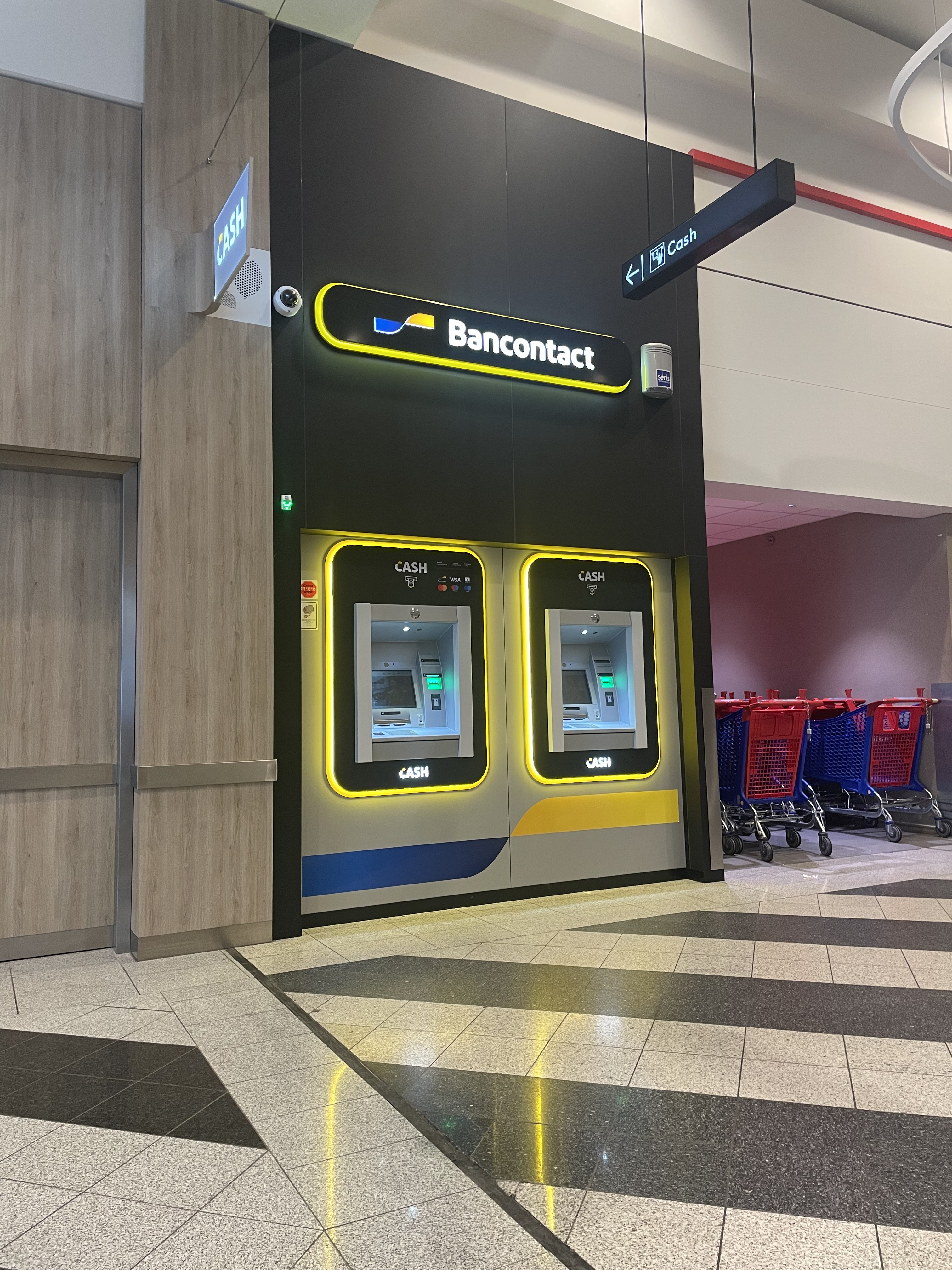
Geldautomaat in Luik

Batopin (Belgian ATM Optimisation Initiative) is een Belgische NV die op 10 maart 2020 gezamenlijk opgericht werd door de grootbanken KBC, Belfius, ING België en BNP Paribas Fortis. De vennootschap baat voor de vier deelnemende banken een park van geldautomaten uit onder de neutrale merknaam Bancontact CASH, los van de aandeelhouders.
De geldautomaten zullen ook steeds vaker op 'neutrale' plaatsen opduiken, los van bankkantoren in bijvoorbeeld shoppingcenters, publieke plaatsen, voormalige (leegstaande) bankkantoren... Batopin heeft de ambitie om 95 procent van de bevolking binnen maximaal 5 kilometer een geldautomaat ter beschikking te stellen.

## Aanleiding: sectorstudies Febelfin en Deloitte
In 2017 bestelde sectorfederatie Febelfin bij Deloitte een studie om een efficiënter beheer van het ruime park geldautomaten in de Belgische sector te onderzoeken. In 2018 bleek uit die studie zoals verwacht dat de automaten de banken (te) veel kosten. Voor een park van bijna 8.800 toestellen van elf banken ging het in 2015/2016 samen om 161 miljoen euro. Dat is 54 eurocent per transactie (geldafhaling of storting). De stijgende kost van waardetransport en de uitbreidende specifieke belastingen die in Wallonië en Brussel op deze toestellen geheven worden, doen de kost toenemen, ook al daalt het gebruik van cash voortdurend. De studie inventariseerde vervolgens meerdere vormen van samenwerking tussen banken, gaande van punctuele samenwerking voor onderhoud of aankoop tot het volledig gezamenlijk beheren onder een neutraal merk in een afzonderlijke vennootschap. Door onenigheid tussen de grootbanken onderling enerzijds en tussen de grootbanken en de kleinere banken anderzijds over de te volgen strategie werd In 2018 geen sector-overkoepelend initiatief opgezet.

## Jofico: eerste initiatief van een groep kleinere Belgische banken en Bpost
De kleinere banken Crelan, AXA Bank, Argenta Groep, vdk bank en overheidsbedrijf Bpost besloten vrij snel na het afspringen van de gesprekken binnen de sector om een specifiek scenario verder uit te werken waarbij een gezamenlijke Joint venture alle automaten zou aankopen, beheren en onderhouden, genaamd "ATM as a service". De automaten zouden op de bestaande locaties blijven bestaan (vaak in de kantoren van de deelnemende banken); de deelnemers beslissen ook autonoom waar ze hun geldautomaten (ATM’s) plaatsen. De banken zullen daarbij ook nog steeds eigen software op de apparaten plaatsen waardoor bankspecifieke diensten kunnen aangeboden blijven. Op 13 november 2019 werd de Belgische joint venture Jofico ('Joint Financial Company')  opgericht onder de vorm van een coöperatieve vennootschap.

## Vier Belgische grootbanken: concurrerend initiatief
De grootbanken KBC, Belfius,  ING België en BNP Paribas Fortis zagen ondertussen ook in dat samenwerking financieel interessant kan zijn. Zij opteerden echter voor een totaal verschillend en verregaand scenario van samenwerking waarbij alle ATM-gerelateerde activiteiten onder een neutraal merk, vaak buiten de bankkantoren, uitgevoerd worden. Dit project sluit ook sterk aan bij het vergelijkbare Nederlandse initiatief Geldmaat en Bankomat in Zweden.
De vier grootste banken gaan ervan uit dat de gerealiseerde besparingen groter zullen uitvallen dan onder Jofico, precies omdat deze samenwerking de mogelijkheid biedt om het aantal (neutrale) apparaten te doen dalen (wat niet het geval is voor de niet-neutrale automaten van de Jofico-deelnemers). De grootbanken willen anderzijds de burger wel garanderen dat er op voldoende korte afstand steeds een ATM beschikbaar is. In tegenstelling tot Jofico zullen de automaten van dit samenwerkingsverband dus geen bankspecifieke toepassingen meer bieden. Wat ze wel bieden is (met kaarten van alle Belgische banken) geldafhaling (inclusief keuze van coupures) en PIN-code verandering, en (voor klanten van de vier grootbanken) geldstorting en uitvraging van rekeningsaldo. Geen giro's want "dat kost te veel tijd en er zijn andere manieren geld over te schrijven". De samenwerking tussen de grootbanken grijpt zo terug naar de situatie die bestond eind vorige eeuw toen alle bankautomaten in de buitengevels van banken eigendom waren van het bankoverkoepelende Bancontact-Mister Cash.
Op 8 januari 2020 maakten die betrokken banken hun initiatief bekend via een gemeenschappelijk persbericht. Eind mei 2020 raakte bekend dat de grootbanken de vennootschap Batopin (Belgian ATM Optimisation Initiative) opgericht hadden. Kris De Ryck, die vroeger CEO was van Bancontact en op dat moment de inlogapp Itsme (Belgian Mobile ID) leidde, werd CEO van Batopin . Batopin bekwam later de licentie als betalingsdienst-aanbieder bij de Nationale Bank. Op 1 juni 2023 werd Kris De Ryck als CEO vervangen door Jeroen Ghysel, onder voorbehoud van goedkeuring door de toezichthouder (Nationale Bank van België) .

## Impact COVID-19 op cashgebruik
Het uitbreken van de COVID-19-crisis en de vrees dat het virus zich kon verspreiden via bankbiljetten had voor gevolg dat veel retailers opriepen om elektronisch te betalen. Volgens een analyse van ING België en BNP Paribas Fortis daalde het aantal cash betalingen en ook de daaraan gekoppelde geldafhalingen aan geldautomaten aanzienlijk. Na de lock-down haalden Belgen bij minder dan een op de vier aankopen nog cash geld uit hun portemonnee. Vóór de lockdown gebeurde nog een derde van de betalingen met cash . Deze evolutie maakt de te realiseren schaalvoordelen door samenwerking tussen banken nog relevanter. Waarnemers gaan ervan uit dat het initiatief van de grootbanken met relatief minder geldautomaten daardoor het best geplaatst is.

## Fusie initiatieven
Door zowel sectorfederatie Febelfin als de individuele banken wordt op langere termijn een fusie tussen de beide initiatieven niet onmogelijk geacht. Een precieze planning is evenwel onbekend en wordt niet meer verwacht voor 2023.